# صويولجي
مصطفى الأيوبي صويولجي زاده (1024 - 1099 هـ / 1615 - 1687 م) هو خطاط عثماني. كتب أكثر من خمسين مصحفا.

## معرض صور

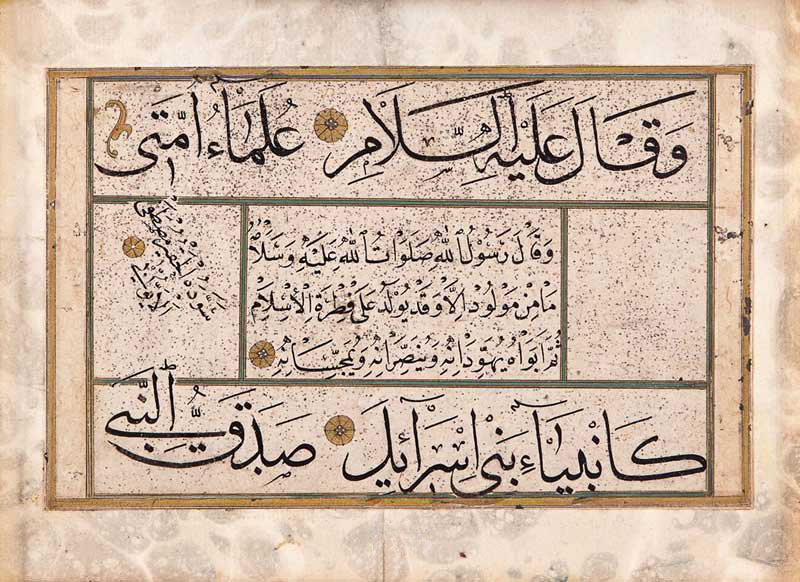
من آثار صويولجي زاده.
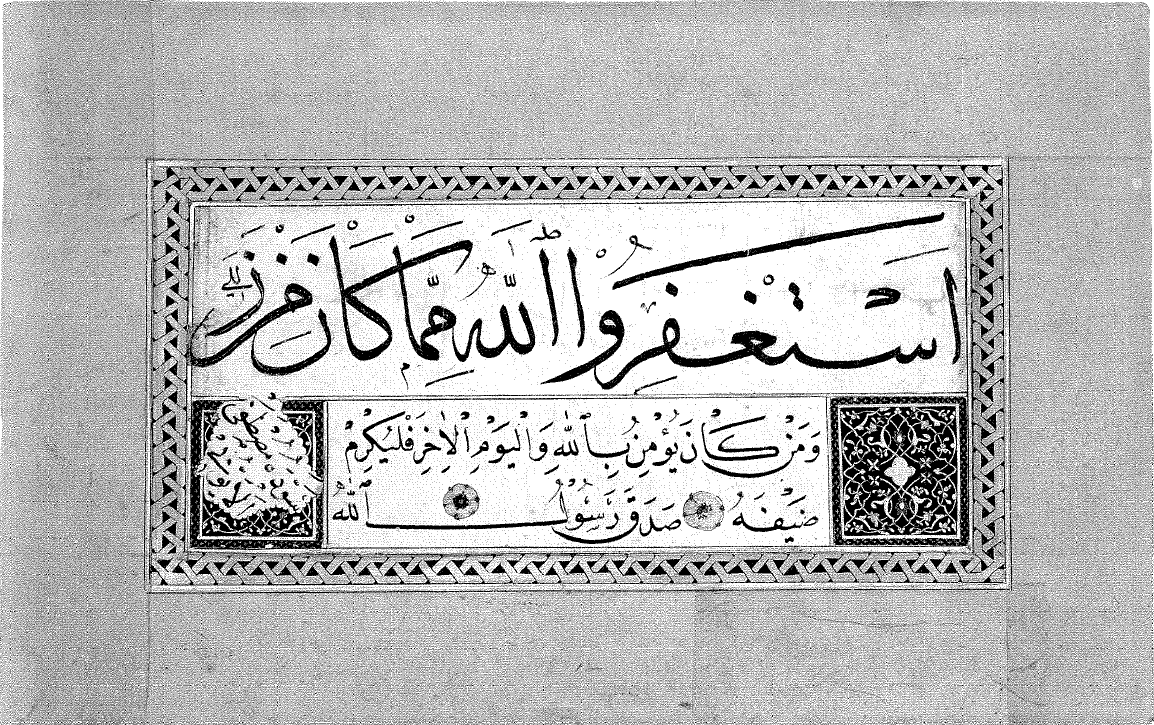
حديث نبوي: من كان يؤمن بالله واليوم الآخر فليكرم ضيفه.